# Simon Says
Simon Says es una película de terror de 2006, dirigida por William Dear y protagonizada por los actores Crispin Glover y Margo Harshman. 
Su estreno se originó en el Fantastic Fest el 24 de septiembre de 2006 y se estrenó en DVD en los EE. UU. el 26 de junio de 2009.

## Argumento
El argumento, se basa en el juego infantil "Simón dice". Un grupo de chicos va a acampar al bosque, pero no saben el peligro que corren. Van muriendo todos poco a poco, y nadie se puede salvar.

## Reparto
- Margo Harshman es Kate.
- Crispin Glover es Simon/Stanley.
- Greg Cipes es Zack.
- Carrie Finklea es Vicky.
- Kelly Vitz es Ashley.
- Artie Baxter es Riff.
- Blake Lively es Jenny.
- Erica Hubbard es Clay.
- Lori Lively es Lani.
- Bruce Glover es Sam.
- Daniella Monet es Sarah.
- Kelly Blatz es Will.
- Robyn Lively es Leanne.
- Ernie Lively es Pig.
- Bart Johnson es Garth.
- Chad Cunningham es Joven Stanley.
- Chris Cunningham es Joven Simon.
- Brad Johnson es Quinn.
- Jillian Hoss es Carrie.